# خور علیا
خور علیا روستایی از توابع بخش مرکزی شهرستان مشهد در استان خراسان رضوی ایران است. در حال حاضر، این روستا جزو حومه مشهد است.

## جمعیت
این روستا در دهستان تبادکان قرار دارد و بر اساس سرشماری مرکز آمار ایران در سال ۱۳۹۵، جمعیت آن ۷۱۴ نفر (۲۲۷ خانوار) بوده‌است.